# Guiuzel Maniúrova
Guiuzel Taguírovna Maniúrova –en ruso, Гюзель Тагировна Манюрова; en tártaro, Гүзәл Манюрова, Güzel Maniúrova– (Saransk, 24 de enero de 1978) es una deportista kazaja de origen tártaro que compite en lucha libre (hasta 2009 competía bajo la bandera de Rusia).
Participó en tres Juegos Olímpicos de Verano, obteniendo en total tres medallas, plata en Atenas 2004 y Río de Janeiro 2016, y bronce en Londres 2012.
Ha ganado dos medallas de plata en el Campeonato Mundial de Lucha, en los años 2007 y 2012, y tres medallas en el Campeonato Europeo de Lucha entre los años 2004 y 2008.

## Palmarés internacional
| Representando a Rusia      |                         |                   |           |
| Juegos Olímpicos           |                         |                   |           |
| Año                        | Lugar                   | Medalla           | Categoría |
| 2004                       | Atenas (Grecia)         | Medalla de plata  | 72 kg     |
| Campeonato Mundial         |                         |                   |           |
| Año                        | Lugar                   | Medalla           | Categoría |
| 2007                       | Bakú (Azerbaiyán)       | Medalla de plata  | 72 kg     |
| Campeonato Europeo         |                         |                   |           |
| Año                        | Lugar                   | Medalla           | Categoría |
| 2004                       | Haparanda (Suecia)      | Medalla de oro    | 72 kg     |
| 2007                       | Sofía (Bulgaria)        | Medalla de bronce | 72 kg     |
| 2008                       | Tampere (Finlandia)     | Medalla de plata  | 72 kg     |
| Representando a Kazajistán |                         |                   |           |
| Juegos Olímpicos           |                         |                   |           |
| Año                        | Lugar                   | Medalla           | Categoría |
| 2012                       | Londres (Reino Unido)   | Medalla de bronce | 72 kg     |
| 2016                       | Río de Janeiro (Brasil) | Medalla de plata  | 75 kg     |
| Campeonato Mundial         |                         |                   |           |
| Año                        | Lugar                   | Medalla           | Categoría |
| 2012                       | Edmonton (Canadá)       | Medalla de plata  | 72 kg     |